# Calyptomyrmex beccarii
Calyptomyrmex beccarii é uma espécie de formiga do gênero Calyptomyrmex, pertencente à subfamília Myrmicinae.